# Anđeo i vrag
Anđeo i vrag (šp. Más sabe el diablo) telenovela je produkcijske kuće Telemundo. Serija se premijerno počela prikazivati 25. svibnja 2009. u SAD-u, a u Hrvatskoj od 18. kolovoza 2010. do 7. veljače 2011. na RTL televiziji. Glavne uloge imali su Gaby Espino, Jencarlos Canela i Karla Monroig.

## Sinopsis

### Prva faza
Prije više od dvadeset godina, mladoj sluškinji Esperanzi Salvador, sin obitelji na čijem je imanju radila napravio je dijete. Obitelj Acero, pogotovo majka Graciela, trudnoću nipošto nisu prihvatili te Esperanzu odvode u kliniku za pobačaje. Djevojka uspijeva pobjeći i seli se u Miami kako bi bila što bliže djetetovu ocu, Martínu, koji živi u New Yorku. Dolazak u veliki grad izazove dodatne probleme kada je napadnu i okradu. Usred sve te muke rađa sina Ángela.

### Druga faza
Godinama kasnije, ulice su dom snalažljivog Ángela, kojeg svi u četvrti znaju pod nadimkom Vrag. Unatoč svome dobrom srcu, postaje član kriminalne skupine specijalizirane za velike pljačke, što će naposljetku platiti zatvorskom kaznom. Tako upoznaje zakonski mu dodijeljenu odvjetnicu Manuelu Dávilu, atraktivnu djevojku koja ni ne sluti kako će joj simpatični kriminalac za čiju se slobodu bori protresti život.
Nakon izlaska iz zatvora, Ángel je odlučan započeti novi život, što dalje od kriminala i krađa, ali saznaje kako je njegova majka dužna Leónu Beltránu, šefu bande za koju je ranije radio. León je platio Esperanzine bolničke troškove dok je Ángel bio u zatvoru, a jedini način povratka duga jest sudjelovanje u pljački tijekom jedne dobrotvorne zabave. Na zabavi se, međutim, Ángel i Manuela ponovno susreću, a obostranim simpatijama mogla bi se ispriječiti činjenica kako ona planira vjenčanje s Martínom.

## Uloge
| Glumac                   | Lik                            | Opis |
| ------------------------ | ------------------------------ | --- |
| Gaby Espino              | Manuela Dávila                 | glavna junakinja; odvjetnica; zaljubljena u Ángela; Martinova bivša žena; udaje se za Ángela i ima sina Daniela s njim          |
| Jencarlos Canela         | Ángel Salvador / Vrag          | glavni junak; sin Esperanze i Martína; zaljubljen u Manuelu                                                                     |
| Miguel Varoni            | Martín Acero / Hierro †        | antagonist; Ángelov otac; zaljubljen u Marinu; Manuelin bivši muž; umire u automobilskoj eksploziji                             |
| Karla Monroig            | Virginia Dávila                | Manuelina sestra; Jimmyjeva žena, na kraju zatrudni s njime                                                                     |
| Carlos Camacho           | Horacio García                 | homoseksualac; Manuelin poslovni partner i prijatelj; bio je zaljubljen u Christiana; zaljubljuje se u zaposlenika svoje tvrtke |
| Roberto Mateos           | León Beltrán                   | šef bande u kojoj je bio Ángel; Martínov prijatelj; negativac; biva uhićen                                                      |
| Jorge Luis Pila          | Jimmy Cardona                  | policijski detektiv; Virginijin muž                                                                                             |
| Cristian Carabias        | Jose del Carmen Frank “Krtica” | Ángelov najbolji prijatelj; zaljubljen u Perlu, brine se o njezinom djetetu                                                     |
| Eva Tamargo              | Ariana Dávila                  | Manuelina i Virginijina majka; Anibalova žena / udovica; zaljubljuje se u Lucasa                                                |
| Leonardo Daniel          | Anibal Dávila †                | Manuelin i Virginijin otac; ubija ga Martín                                                                                     |
| Jimmy Bernal             | Lucas Santos                   | umjetnik; Manuelin prijatelj |
| Michelle Vargas          | Perla Beltran                  | Gregorijeva djevojka, ima dijete s njim; zaljubljena u “Krticu”                                                                 |
| Esperanza Rendón         | Esperanza Salvador             | Ángelova majka |
| Angeline Moncayo         | Mario Suárez / Marina Suárez † | zaljubljena u Marca Leóna Beltrána Šteneta; Martínova ljubavnica; prostitutka; ubija ju Martín                                  |
| Jorge Consejo            | Lorenzo Blanco                 | |
| Jose Guillermo Cortines  | Osvaldo Guerra                 | ubojica Mauricija Linerosa |
| Alexa Kuve               | Susana “Susy” Beltrán          | Perlina majka; Esperanzina prijatejica                                                                                          |
| Raúl Arrieta             | Mike Sánchez                   | detektiv; Jimmyjev najbolji prijatelj; zaljubljen u Silvanu                                                                     |
| Carlos Augusto Maldonado | El Ronco                       | član bande |
| Juan Jiménez             | Marco León Beltrán "Štene" †   | član Leónove bande i njegov sin; zaljubljen u Marinu; ubija ga Martín                                                           |
| Carlos Ferro             | Gregorio Ramirez †             | zaljubljen u Perlu i otac njenog djeteta; ubija ga “Štene” po Martínovoj naredbi                                                |
| Alberto Salaberri        | Mauricio Lineros †             | Virginijin poslovni partner i prijatelj; ubija ga Carmelo po Martínovoj naredbi                                                 |